# 181 Eucharis
Eucari (181 Eucharis) è un asteroide della fascia principale del diametro medio di circa 106,66 km. Scoperto nel 1878 da Pablo Cottenot, presenta un'orbita caratterizzata da un semiasse maggiore pari a 3,1399011 UA e da un'eccentricità di 0,1988532, inclinata di 18,81049° rispetto all'eclittica.
È dedicato ad Eucari, una ninfa della mitologia greca.